# Linser

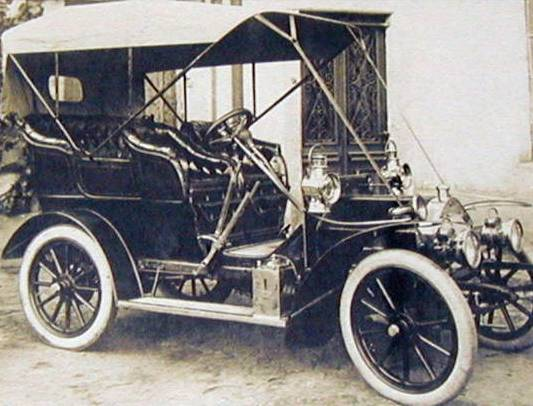
Linser uit 1906

Linser is een historisch merk van motorfietsen en auto's.
Maschinenfabrik Christian Linser, Reichenberg/Böhmen (1904-1910).
Oostenrijks-Hongaars merk dat goede 492 cc eencilinders en 618 cc V-twin-motorfietsen bouwde, die ook onder de naam Zeus verkocht werden. In die tijd hoorde Reichenberg (tegenwoordig Liberec) nog bij het Oostenrijk-Hongaarse keizerrijk.